# آقطی
پَلِم،پَهلِم، شوند، آقطی (نام علمی: Sambucus ebulus) نام یک گونه از سرده آقطی است.